# USS Hart (DD-594)
O USS Hart foi um contratorpedeiro operado pela Marinha dos Estados Unidos e a centésima décima embarcação da Classe Fletcher. Sua construção começou em agosto de 1943 no Estaleiro Naval de Puget Sound em Washington e foi lançado ao mar em setembro de 1944, sendo comissionado na frota norte-americana em novembro do mesmo ano. Era armado com uma bateria principal de cinco canhões de 127 milímetros e dez tubos de torpedo de 533 milímetros, tinha um deslocamento carregado de mais de duas mil toneladas e alcançava uma velocidade máxima de 35 nós.
O Hart entrou em serviço no final da Segunda Guerra Mundial e foi enviado para a Guerra do Pacífico. Ele participou de operações na Batalha de Okinawa entre março e abril de 1945 e em seguida de suporte para tropas australianas invadindo a ilha de Bornéu no decorrer de junho. Depois do fim da guerra envolveu-se nas ações iniciais de ocupação na Coreia e na China. O navio voltou para os Estados Unidos em fevereiro de 1946 e foi descomissionado em maio, permanecendo na Frota de Reserva do Pacífico até ser removido do registro naval em abril 1973 e desmontado.